# Liste des conjoints des souverains irlandais
 (mai 2022).
Si vous disposez d'ouvrages ou d'articles de référence ou si vous connaissez des sites web de qualité traitant du thème abordé ici, merci de compléter l'article en donnant les références utiles à sa vérifiabilité et en les liant à la section « Notes et références ».
Il n'y a eu aucune reine d'Irlande native du pays depuis la fin du douzième siècle, à cause de la suite complexe d'évènements de l'invasion normande de l'Irlande, le traité de Windsor (1175) et la mort du dernier véritable Ardrí na hÉireann, Rory O'Connor (1198). Entre 1171 et 1541, les monarques d'Angleterre étaient seigneurs d'Irlande ; pour une liste de leurs conjointes, visitez la page Liste des conjoints des souverains anglais, de Isabelle d'Angoulême à Catherine Howard. L'Acte de la Couronne irlandaise de 1542 déclare le roi Henri VIII et ses successeurs rois d'Irlande; pour une liste de leurs conjoints, visitez les pages Liste des conjoints des souverains anglais à partir de Catherine Parr et Liste des conjoints des souverains britanniques.

## Reines d'Irlande

### Reines semi-historiques
| Reine                         | Règne du mari | Conjoint               | Notes |
| ----------------------------- | ------------- | ---------------------- | --- |
| Brigid ingen Cobthaig         | 564 – 566     | Ainmuire mac Sétnai    | Fille de Cobthaig de l'Uí Cheinnselaig. Elle était la mère de Cobthaig. |
| Eithne                        | 595 – 600     | Áed Sláine             | Elle était peut-être la mère des enfants enregistrés d'Áed: au moins six fils, dont Diarmait et Blathmac et une fille nommée Rontud. |
| Findelb ingen Chellaig        | 665 – 669     | Sechnassach            | Probablement fille de Cellach Cualann, roi de Leinster (mort en 715) des Uí Máil. Elle était probablement la mère des trois filles Bé Fáil, Murgal et Mumain. |
| Muirenn ingen Cellaig         | 694 – 701     | Loingsech mac Óengusso | Fille de Cellach Cualann, roi de Leinster (mort en 715) des Uí Máil. Elle était la mère de Flaithbertach, qui fut plus tard Haut Roi, et de Fergal. |
| ? Ingen Congal Cendmagair     | 709 – 718     | Fergal mac Máele Dúin  | Fille de Congal Cennmagair, Haut Roi d'Irlande (mort en 710) du Cenél Conaill. Selon Fáistine Fergaile meic Máele Dúin («Prophétie de Fergal mac Máele Dúin»), elle était mère d'Áed Allán, produit d'une union illicite.                                                |
| ?                             | 709 – 718     | Fergal mac Máele Dúin  | De la Ciannachta. Selon Fáistine Fergaile meic Máele Dúin («Prophétie de Fergal mac Máele Dúin»), elle était la mère de Niall Frossach. |
| Ailbíne ingen Ailello         | 739 – 758     | Domnall Midi           | Fille d'Ailello d'Ard Ciannacht, un royaume mineur sur la côte nord de la rivière Boyne. Seule épouse enregistrée de Domnall Midi. |
| Dunlaith ingen Flaithbertaich | 759 – 765     | Niall Frossach         | Fille de Flaithbertach mac Loingsig, Haut Roi d'Irlande (mort en 765) du Cenél Conaill. Elle était la mère d'Áed Oirdnide et est morte en 798. |
| Bé Fáil ingen Cathail         | 766 – 792     | Donnchad Midi          | Fille de Cathal mac Muiredaig, éponyme des Leth Cathail en Ulster. Elle était mère d'Óengus et de Máel Ruanaid, et sa mort en 801 est enregistrée dans les Annales d'Ulster : «Be Fáil, fille de Cathal, reine de Donnchad, est décédée.»                                |
| Euginis ingen Donnchada       | 793 – 817     | Áed Oirdnide           | Fille de Donnchad Midi, Haut Roi d'Irlande (mort en 797) du Clann Cholmáin. Elle est morte en 802. |
| Maedhbh ingen Indrechtach     | 793 – 817     | Áed Oirdnide           | Fille d'Indrechtach mac Muiredaig, roi du Connacht (mort en 723), des Uí Briúin. Aussi connue simplement sous le nom de Medb. Selon les Banshenchas («Connaissances traditionnelles des femmes») du XIIe siècle, elle était la mère de Niall Caille et est morte en 798. |
| Gormflaith ingen Donnchada    | 823 – 846     | Niall Caille           | Fille de Donnchad Midi. Elle était la mère d'Áed Findliath, et est en 861. L'avis de sa mort dans les Annales d'Ulster la qualifie d'une «très charmante reine des Irlandais».                                                                                           |
| Reine                         | Règne du mari | Conjoint               | Notes |

### Reines historiques
| Reine                              | Règne du mari                | Conjoint                                     | Notes |
| ---------------------------------- | ---------------------------- | -------------------------------------------- | --- |
| Gormlaith Rapach ingen Muiredach   | 855–879                      | Áed Findliath                                | Fille de Muiredach mac Eochada, roi d'Ulster (mort en 839), des Dal Fiatach et connu comme «le Dur». Selon les Banshenchas du XIIe siècle, elle était la mère de Domnall mac Áeda et de Eithne ingen Áeda. |
| Land ingen Dúnlainge               | 855–879                      | Áed Findliath                                | Daughter of Dúngal mac Fergaile, King of Osraige (died 842) and sister of Cerball mac Dúnlainge. She was widow of High King Máel Sechnaill. Selon les Banshenchas du XIIe siècle, elle était la mère de Domnall mac Áeda et de Eithne ingen Áeda. Elle est morte en 842. |
| Máel Muire ingen Cináeda           | 855–879                      | Áed Findliath                                | Fille de Cináed mac Ailpín, roi des Pictes (mort en 858), de la Maison d'Alpin. Elle était la mère de Niall Glúndub de son premier mariage. Elle s'est remariée après la mort de Áed. Selon les Annales d'Ulster, elle est morte en 913. |
| Gormlaith ingen Flainn             | 879–916                      | Flann Sinna                                  | Fille de Flann mac Conaing, roi de Brega (died 868), des Síl nÁedo Sláine. Elle était la mère de Donnchad Donn. |
| Eithne ingen Áeda                  | 879–916                      | Flann Sinna                                  | Fille de Áed Findliath, Haut roi d'Irlande (mort en 879), des Cenél nEógain. Elle était la mère de Máel Ruanaid. Elle a aussi été mariée à Flannácan, roi de Brega, de qui elle a eu un fils nommé Máel Mithig. Ce n'est pas su si se mariage était avant ou après celui avec Flann. Il est probable que Flann divorça Eithne pour suivre la tradition d'épouser la veuve de son prédécesseur (la belle-mère de Eithne). Eithne est morte en tant que religieuse en 917.           |
| Máel Muire ingen Cináeda           | 879–916                      | Flann Sinna                                  | Fille de Cináed mac Ailpín, roi des Pictes (mort en 858), de la Maison d'Alpin. Elle était la mère de Domnall mac Flainn, roi de Brega et de Lígach ingen Flainn (mort en 923). Selon les Annales d'Ulster, elle est morte en 913. |
| Gormlaith ingen Flainn             | 916–919                      | Niall Glúndub                                | Fille de Flann Sinna, Haut roi d'Irlande (mort en 879), des Clann Cholmáin. Veuve de Cerball mac Muirecáin, roi du Leinster et avant lui de Cormac mac Cuilennáin, roi du Munster. En légende, elle est dépeinte comme une figure tragique; après la mort de Niall, elle mendia de porte en porte. Elle était la mère de Muirchertach mac Néill. Selon les Annales d'Ulster, elle est morte en 948.                                                                                |
| Cainnech ingen Canannáin           | 919–944                      | Donnchad Donn                                | Fille de Canannán mac Flaithbertach, roi des Cenél Conaill de Tír Connaill. Elle est morte en 929. |
| Órlaith íngen Cennétig             | 919–944                      | Donnchad Donn                                | Fille de Cennétig mac Lorcáin, roi des Dál gCais de Thomond. Elle est morte en 941, apparemment sous ordre de Donnchad, probablement à cause d'une relation sexuelle entre elle et son beau-fils Óengus. |
| Dublemna ingen Tigernán            | 919–944                      | Donnchad Donn                                | Fille d'un Tigernán, seigneur ou roi de Bréifne des Ua Ruairc. Elle est morte en 943. |
| Gormflaith ingen Murchada          | 980–1002                     | Máel Sechnaill mac Domnaill                  | Fille de Murchad mac Finn, roi de Leinster. Veuve de Olaf Cuaran, roi Viking de Dublin et York. Elle s'est remariée à Brian Boru. |
| Mór                                | 1002–1014                    | Brian Boru                                   | Fille de Gilla Brigte Ua Maíl Muaid des Cenél Fiachach. Mère du successeur de Brian Boru, Murchad mac Brian, qui fut tué avec son père dans la Bataille de Clontarf. |
| Gormflaith ingen Murchada          | 1002–1014                    | Brian Boru                                   | Fille deMurchad mac Finn, roi de Leinster. Veuve de Olaf Cuaran, roi Viking de Dublin et York et ex-femme de Máel Sechnaill. Mère du successeur de Brian Boru, Donnchad mac Brian, plus tard roi du Munster. Il est dit qu'elle était, pour Brian, l'amour de sa vie, mais, Gormflaith ayant trop défié son autorité, ils se sont divorcés. Même s'il est dit qu'elle était la cause de sa mort, il est aussi dit qu'elle fut celle qui le pleura le plus. Elle est morte en 1030. |
| Echrad                             | 1002–1014                    | Brian Boru                                   | Mère du successeur de Brian Boru, Tadg Mac Briain, tué en 1023 par son demi-frère Donnchad. |
| Dub Choblaig                       | 1002–1014                    | Brian Boru                                   | Fille d'un roi du Connacht. Morte en 1009. |
| Máel Muire ingen Amlaíb            | 1014–1022                    | Máel Sechnaill mac Domnaill (deuxième règne) | Fille de Amlaíb Cuarán des Uí Ímair irlando-norrois, elle est la première reine d'Irlande d'ascendance norroise. Máel Muire est morte en 1021, un an avant son mari, auquel elle a probablement été mariée pour plus de 20 ans. Les Annales de Clonmacnoise la décrivent comme reine d'Irlande. |
| Cacht ingen Ragnaill               | mort en 1064 (en opposition) | Donnchad mac Briain                          | Peut-être la sœur de Echmarcach mac Ragnaill, roi de Dublin,aussi des Uí Ímair. Le mariage fut en 1032. Cacht est morte en 1054, décrite comme reine d'Irlande. |
| Derbforgaill ingen Donnchad        | mort en 1072 (en opposition) | Diarmait mac Maíl na mBó                     | Fille de Donnchad mac Briain, roi du Munster, des Dál gCais. |
| Dubchoblaig of the Uí Cheinnselaig | mort en 1086 (en opposition) | Toirdelbach Ua Briain                        | Des Uí Cheinnselaig. Mère de Diarmait Ua Briain, peut-être nommé après le parent de Dubchoblaig et protecteur de Toirdelbach, Diarmait mac Maíl na mBó. Elle est morte en 1088. |
| Derbforgaill of Osraige            | mort en 1086 (en opposition) | Toirdelbach Ua Briain                        | Mère de Tadc et de Muirchertach. |
| Gormlaith of Ua Fógarta            | mort en 1086 (en opposition) | Toirdelbach Ua Briain                        | Des Ua Fógarta. |